# Robert Ferrer i Chaler
Robert Ferrer i Chaler (Djelfa, 24 d'abril de 1947 – Sabadell, 3 d'agost de 2016) fou un filòleg, professor i activista cultural català que va destacar com a promotor de la llengua i la cultura franceses a Catalunya.

## Biografia
Va néixer a Djelfa (Algèria), fill de Joan Ferrer i Conxita Chaler, exiliats republicans terrassencs que hi havien anat a parar després de ser deportats. El 1962, després de la Guerra d'independència algeriana, la família tornà a Catalunya, on Robert Ferrer, que havia rebut una educació francesa i era francòfon, seguí els estudis al Liceu francès de Barcelona fins a ingressar a una escola d'aprenents de mecànic. Posteriorment va començar a exercir de professor de llengua francesa, ocupació que es va convertir en el seu ofici a partir d'aleshores, i es va llicenciar en filologia romànica per la Universitat Autònoma de Barcelona.
El 1974 creà, juntament amb un grup d'amics, l'associació que serviria de llavor per a la fundació d'un centre de l'Aliança Francesa al Vallès. Tres anys més tard es traslladà de Terrassa a Sabadell, on l'associació esdevindria l'Alliance Française de Sabadell. Robert Ferrer va assumir-ne la direcció des del principi, càrrec que va exercir durant més de tres dècades al llarg de les quals l'entitat es va convertir en una escola de francès independent, tot i que vinculada al Ministeri d'Educació de França, i en un centre cultural de referència a la ciutat. L'any 2007 fou condecorat per la República Francesa com a Officier de l'Orde de les Palmes Acadèmiques, en reconeixement de la seva contribució a la difusió de la llengua i la cultura franceses.
Malgrat que no va exercir mai com a polític, va ser afiliat del PSUC i l'any 1999 va tancar les llistes d'Entesa per Sabadell a les eleccions municipals, juntament amb l'alcalde Antoni Farrés.
Va morir l'any 2016 a causa d'un càncer. Entre el maig i el juny del 2017, l'Aliança Francesa de Sabadell, junt amb altres entitats del món de la cultura de Sabadell, va organitzar un programa d'actes d'homenatge a la seva figura, a la fi dels quals la Fundació Bosch i Cardellach li va atorgar el títol pòstum de Citoyen d'honor.